# Água Fria (Belo Jardim)
Água Fria é um distrito do município brasileiro de Belo Jardim, no agreste do estado de Pernambuco. De acordo com o Instituto Brasileiro de Geografia e Estatística (IBGE), sua população no ano de 2010 era de 6 224 habitantes, sendo 3 077 homens e 3 147 mulheres. Foi criado pela Lei Municipal nº 40, em 29 de dezembro de 1953 e confirmado pela lei estadual nº 1819, de 30/12/1953.